# Récit d'un inconnu
Récit d’un inconnu (russe : Рассказ неизвестного человека) est une nouvelle d’Anton Tchekhov.

## Historique
Récit d'un inconnu est initialement publié en 1893 dans la revue La Pensée russe, numéro 2 et 3.

## Résumé
Le narrateur, Stépane, se fait engager comme valet de chambre chez Guéorgui Ivanitch Orlov. Le but est étrange : il se dit noble et veut espionner le père d’Orlov qui est un homme d’État célèbre, et ce depuis le domicile du fils. Orlov fils est un haut fonctionnaire, mais visiblement plus intéressé par la noce, les maîtresses et sa vie de vieux garçon.
Stépane décrit la journée type : le lever d’Orlov à onze heures, le retour du travail vers vingt heures, les sorties jusqu’à l’aube, les repas de garçons chaque jeudi soir avec ses amis Pékarski, Koukouchkine et Grouzine, les mots à faire parvenir à Mme Krasnovskaïa sa maîtresse mariée. Orlov passe du bon temps sous l’œil de Stépane, qui n’avance guère dans ses travaux d’espionnage.
La vie d’Orlov change du tout au tout quand Mme Krasnovskaïa emménage chez lui : elle vient de quitter son mari et veut vivre avec son amant. Elle arrive avec ses besoins d’affection, de présence, de certitude ; Orlov n’est pas à l’aise.
Stépane, lui, est enchanté de cette présence féminine dans l’appartement. Petit à petit, il devient amoureux de Mme Krasnovskaïa et le témoin du fossé qui se creuse chaque jour entre un Orlov qui ne rêve que de liberté et une Mme Krasnovskaïa amoureuse qui s’accroche.
Bientôt, Orlov découche et invente des inspections en province pour aller vivre chez ses amis. Stépane n’en pouvant plus, écrit une lettre d’explication à Orlov où il donne sa véritable identité. Il quitte l’appartement en emmenant Mme Krasnovskaïa à qui il a raconté les mensonges d’Orlov pour la décider.
Ils partent à Venise. Mme Krasnovskaïa lui annonce alors qu’elle est enceinte d’Orlov, et lui tombe malade. Puis, c’est Florence et enfin Nice. Là, leurs rapports se distendent : elle croyait avoir affaire à un révolutionnaire qui allait l’enrôler, il se comporte en amoureux chaste, en guerrier fatigué de la révolution. Elle accouche d’une petite fille, Sonia, et se suicide, ne voyant aucun avenir avec Stépane.
Deux années plus tard, sa maladie ayant progressé, Stépane, qui élève seul Sonia, retourne à Saint-Pétersbourg pour assurer l’avenir de la fillette. Il se rend chez Orlov qui refuse toute responsabilité. Un accord est trouvé entre Orlov le père et le mari de Mme Krasnovskaïa, dont Sonia porte le nom de famille, pour que la fillette soit mise dans une famille d’accueil.
Stépane peut mourir en paix, et Orlov vivre sans soucis. 

## Extraits
- Stépane : «Et lui qui répétait à ses amis que, dans l’appartement d’un homme comme il faut, propre, il ne doit y avoir, comme sur un navire de guerre, rien de superflu, ni femme, ni enfants, ni torchons ni ustensiles de cuisine…»
- Stépane : «Je l’aimais, je le demandais au sort et je voyais en rêve une femme, une chambre d’enfants, des sentiers dans un jardin, une petite maison… parce que je comprenais que le bonheur pour un malade comme moi, n’était possible qu’en rêve. (Tchekhov, comme Stépane, est tuberculeux et s’interdit le mariage.)
- Stépane : «Vous ressemblez à un déserteur qui fuit ignominieusement le champ de bataille et qui, pour étouffer sa honte, raille la guerre et la bravoure. Le cynisme étouffe la douleur. Dans un roman de Dostoïevski, un vieillard piétine le portrait de sa fille parce qu’il est en faute devant elle…»
- Stépane : «Tout cela ne ressemble-t-il pas au désir de plonger la femme coûte que coûte dans la boue pour la ramener au niveau de votre manière d’être avec elle ?»
- Mme Krasnovskaïa à Stépane : «Pourquoi m’avez-vous fait quitter Pétersbourg ? Pourquoi m’avez-vous fait des promesses et avez-vous éveillé en moi de folles espérances ? Pourquoi manquez-vous à ce point de sincérité ?»

## Les personnages
- Stépane : Le conteur, ancien officier de marine, révolutionnaire, tuberculeux.
- Guéorgui Ivanitch Orlov : 35 ans, haut fonctionnaire, fils d’un homme d’état célèbre.
- Mme Krasnovskaïa : 25 ans, maîtresse d’Orlov.
- Pékarski : 45 ans, invité régulièrement chez Orlov, très influent.
- Koukouchkine : jeune fonctionnaire arriviste et flatteur.
- Grouzine : 35 ans, fonctionnaire, peu de caractère.
- Polia : femme de chambre d’Orlov, voleuse et sa probable maîtresse occasionnelle

## Note
1. ↑  Récit d'un inconnu, notes, page 1012, traduit par Édouard Parayre, Bibliothèque de la Pléiade, Éditions Gallimard, 1971

## Édition française
- Récit d'un inconnu , traduit par Madeleine Durand et Édouard Parayre, révision de Lily Denis, Bibliothèque de la Pléiade, éditions Gallimard, 1967  (ISBN 978 2 07 0105 49 6).